# Furacão Amanda
O furacão Amanda foi o ciclone tropical do Pacífico Oriental mais forte já registado no mês de maio. A primeira tempestade nomeada, furacão e grande furacão da temporada de furacões do Pacífico de 2014, Amanda originou de uma onda tropical que entrou no Pacífico Oriental em 16 de maio. O desenvolvimento lento ocorreu à medida que seguia para o oeste, e o desenvolvimento em uma depressão tropical ocorreu em 22 de maio. A depressão posteriormente se intensificou em uma tempestade tropical em 23 de maio. Em meio a condições muito favoráveis, Amanda intensificou-se rapidamente no final de 23 de maio, atingindo seu pico de intensidade em 25 de maio como um furacão de categoria 4 maior. Posteriormente, o enfraquecimento constante ocorreu devido à ressurgência sob a tempestade, e Amanda caiu abaixo da intensidade de grande furacão em 26 de maio. O enfraquecimento rápido ocorreu e o ciclone acabou se dissipando em 29 de maio.
O ciclone tropical não impactou diretamente as massas de terra, mas teve impactos indiretos ao longo da costa do México. As fortes chuvas causaram inundações nas cidades de Guerrero e Manzanillo, no México, resultando em 2 mortes. Um terceiro ocorreu depois que uma árvore caiu em um carro em Acapulco. Deslizamentos de terra e ondas altas também foram relatados ao longo da costa mexicana, causando danos menores.

## História meteorológica
Em 16 de maio, uma onda tropical emergiu no Pacífico Oriental. Movendo-se para o oeste, a onda mudou pouco na organização até 19 de maio, quando uma superfície ampla baixa se formou cerca de 800 km (500 mi) ao sul de Acapulco. O sistema falhou em se organizar nos próximos dois dias, pois a atividade da tempestade oscilou enquanto continuava a seguir para oeste e, eventualmente, para oeste-noroeste. Em 22 de maio, no entanto, os dados do dispersômetro começaram a indicar que o sistema estava se tornando mais bem definido, com convecção profunda persistindo próximo ao centro, que estava se organizando melhor. Com base nesses dados, o National Hurricane Center atualizou o distúrbio para Depressão Tropical Um-E às 18:00 UTC naquele dia, enquanto localizado a cerca de 890 km (550 mi) ao sul-sudoeste de Manzanillo, México, embora não tenha sido classificado operacionalmente até três horas depois. A depressão se organizou gradualmente, com feições de faixas se desenvolvendo perto do centro, e eventualmente foi atualizado para uma tempestade tropical em 23 de maio, sendo atribuído o nome de Amanda.
Guiado por uma crista subtropical sobre o centro do México, Amanda moveu-se lentamente para o oeste contra a periferia sul da crista. Com temperaturas muito quentes da superfície do mar de perto de 30 °C (86 °F), um ambiente humido e leve cisalhamento do vento, os meteorologistas do National Hurricane Center previram que Amanda tinha potencial para se intensificar rapidamente. Na verdade, Amanda então começou um período de rápida intensificação no final de 23 de maio, tornando-se um furacão às 15:00 UTC em 24 de maio. As feições de bandas e um nublado central denso (CDO) continuaram a se tornar mais bem organizados, e um olho de ciclone foi visto se desenvolvendo em imagens de micro-ondas. O índice de intensificação rápida do Esquema Estatístico de Predição de Intensidade de Furacão (SHIPS) previu 60 por cento de chance de que a velocidade do vento de Amanda aumentasse em 45 mph (72 km/h) em 24 horas, o que era cerca de 15 vezes maior do que a possibilidade média. O pequeno olho do ciclone continuou a limpar rapidamente, e Amanda se tornou um furacão maior às 03:00 UTC em 25 de maio, tornando-se a segunda tempestade mais temporã dentro da área de responsabilidade do Centro Nacional de Furacões, apenas para ser superada pelo furacão Bud em 2012. A rápida intensificação finalmente se estabilizou com Amanda atingindo seu pico de intensidade às 12:00 UTC naquele dia como um furacão de categoria 4 na escala Saffir-Simpson. Os ventos foram estimados em 249 km/h (155 mph) e a pressão mínima em 932 mbar (hPa; 27,52 inHg).
Como Amanda estava se movendo lentamente sobre quase as mesmas áreas de antes, o furacão começou a ressurgir nas águas de baixo, com a temperatura da superfície do mar caindo 6 °C por baixo. Amanda manteve a sua intensidade de pico por 6 horas antes, começou a enfraquecer continuamente devido às águas afloradas. No entanto, uma fase mais rápida de enfraquecimento começou devido ao aumento do cisalhamento do vento e diminuição das temperaturas da superfície do mar de menos de 24 °C (75 °F). Em 27 de maio, Amanda caiu abaixo da intensidade de um furacão maior e, apesar de um ligeiro desenvolvimento de seu CDO, Amanda continuou a enfraquecer rapidamente devido ao ar seco, degradando-se para uma tempestade tropical em 28 de maio. A circulação então se alongou, e Amanda mais tarde se dissipou no dia seguinte.

## Impacto e registos
Antecipando-se a fortes chuvas e deslizamentos de terra, um alerta "azul" foi declarado para Guerrero. Um alerta foi emitido para Manzanillo. Trinta e quatro abrigos foram abertos em Michoacán, enquanto 80 em Guerrero. Chuvas fortes ocorreram em Guerrero, resultando em inundações.
Um rio próximo a Coyuca de Benítez transbordou. Três árvores foram derrubadas e um veículo em Acapulco foi destruído. Em todo o estado, uma pessoa morreu quando uma árvore que havia caído na estrada resultou em um acidente fatal de carro. Em Colima, ocorreram pequenos deslizamentos de terra, resultando no fechamento da Rodovia Federal 200. Grande parte de Michoacán foi atingida por grandes ondas e fortes chuvas, resultando em duas vítimas. Várias estradas foram destruídas em Zitácuaro.
Em 25 de maio, Amanda se tornou o segundo maior furacão do Pacífico Leste registado, atrás apenas do furacão Bud de 2012. Mais tarde naquele dia, ele também se tornou o ciclone tropical de maio mais forte na bacia do Pacífico Oriental na era dos satélites, eclipsando o recorde anterior estabelecido pelo furacão Adolph em 2001, que teve ventos de pico de 233 km/h (145 mph).